# Saison 2016-2017 du Dijon FCO
Maillots
Chronologie
Saison précédente Saison suivante
La saison 2016-2017 du Dijon FCO est la deuxième du club en première division, après avoir terminé deuxième de deuxième division l'année passée. C'est aussi la dix-neuvième de l'histoire du club.
L'équipe est dirigée pour la cinquième saison consécutive par Olivier Dall'Oglio, qui occupe le poste d'entraîneur depuis juin 2012, tandis que le club est présidé par Olivier Delcourt depuis 2012.

## Avant-saison

### Objectifs
Olivier Dall'Oglio souhait avoir une équipe courageuse, qui fait du spectacle comme la saison passée. Le président Delcourt annonce lui que le maintien est l'objectif de la saison, et qu'un bon parcours en coupe est espéré pour bientôt. L'entraîneur rejoint son président et n'espère que jouer le maintien.

### Transferts et préparation

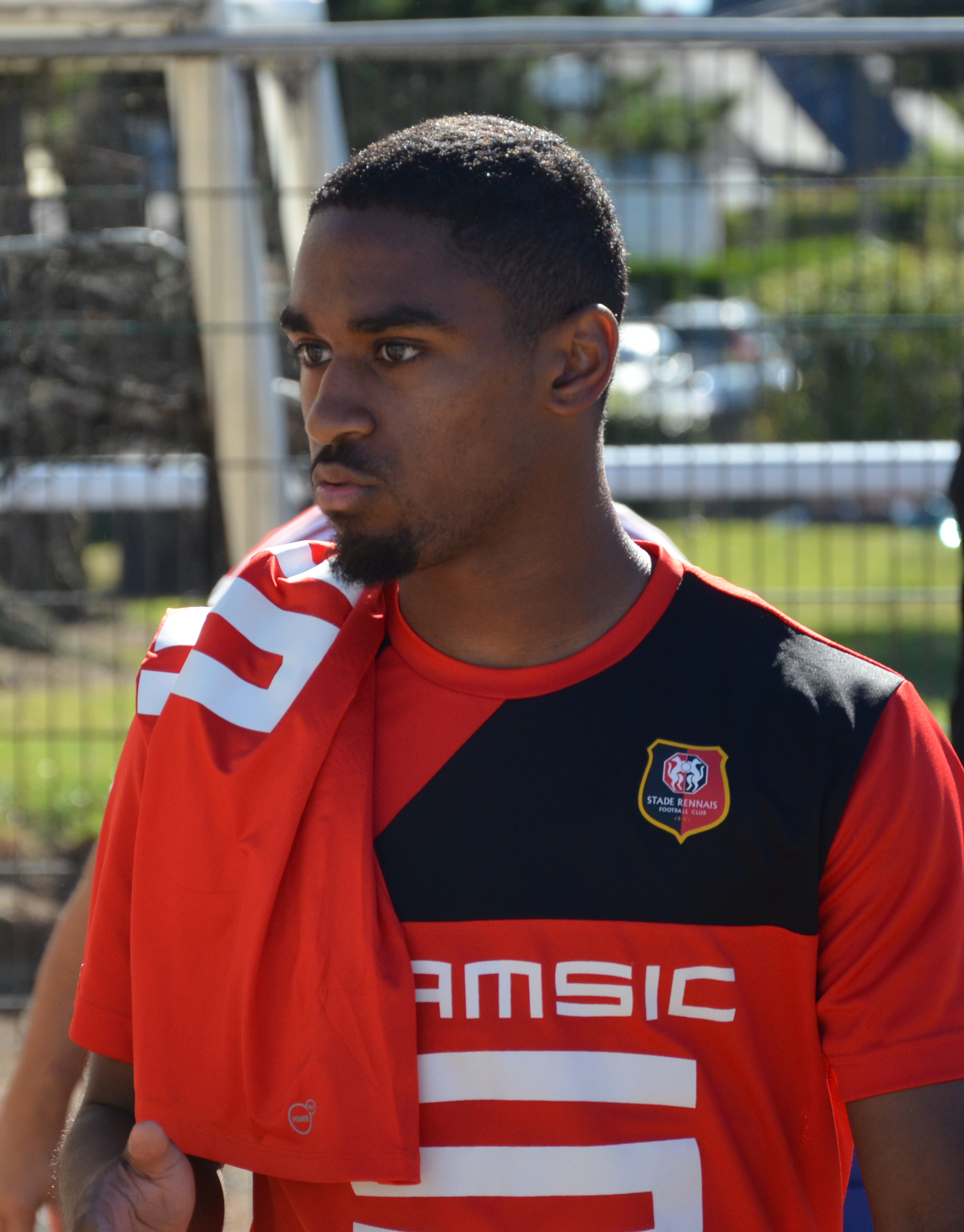
Wesley Saïd retourne à Rennes à l'issue de son prêt.

Dès le terme du dernier match de la saison 2015-2016, le président Olivier Delcourt annonce l'arrivée du défenseur Yunis Abdelhamid, en fin de contrat avec le Valenciennes FC. Les départs en fin de contrat d'Abdoulaye Bamba et de Steven Paulle, après six ans au club, sont aussi actés lors de cette soirée.  Christopher Dilo quitte lui-aussi le DFCO. Au début du mois de juin, le milieu de terrain de l'US Colomiers Guillaume Sarrabayrouse signe son premier contrat professionnel d'une durée de trois ans avec le DFCO. Une semaine plus tard, c'est un autre joueur qui évoluait en CFA, Valentin Rosier, qui signe lui aussi professionnel pour trois saisons. Malgré la volonté du club de le conserver, le défenseur Christopher Jullien, prêté par Fribourg la saison précédente, s'engage au Toulouse FC. Déjà prêté la saison dernière, l'attaquant Charly Dutournier est une nouvelle fois prêté, à l'US Concarneau cette fois-ci. Le 17 juin, Benjamin Leroy signe son contrat en provenance d'Évian Thonon Gaillard, pour trois ans. Il est imité quelques jours plus tard par Fouad Chafik, international marocain et défenseur du Stade lavallois, qui s'engage pour deux saisons. Dans la foulée, l'attaquant Mamadou Thiam est lui prêté en Ligue 2, au Clermont Foot 63. Arnold Bouka Moutou, international congolais, rejoint le club pour trois saisons, en provenance d'Angers. Les joueurs reprennent l'entraînement collectif le 4 juillet, après avoir subi des tests médicaux depuis le 29 juin, par une semaine d'entraînements légers. En manque de temps de jeu la saison passée, Jessy Benet est, tout comme Charly Dutournier, prêté en National, à l'US Avranches, après avoir prolongé son contrat d'une saison. C'est un autre milieu de terrain, Pierre Lees-Melou, qui prolonge également son bail dijonnais quelques jours plus tard, jusqu'en 2019. Le gardien Enzo Basilio est le quatrième joueur prêté, chez le promu en National de l'US Quevilly-Rouen. Deux joueurs rejoignent l'effectif au début du mois de juillet : d'abord Dylan Bahamboula en provenance de l'AS Monaco pour trois ans, puis Florent Balmont qui résilie son contrat avec le LOSC, pour deux saisons. Ce dernier est ensuite rejoint par un autre lillois, l'international français Marvin Martin, qui est prêté pour une année avec une option d'achat et qui a pour objectif de réintégrer l'équipe de France.

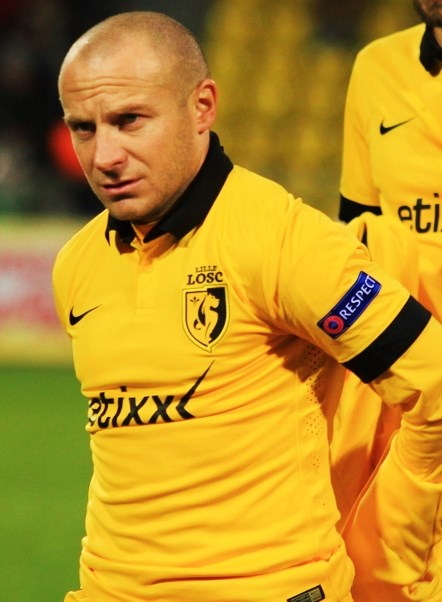
Florent Balmont résilie son contrat avec le LOSC et s'engage au DFCO.

Au terme du premier stade de préparation à Samoëns, marqué par le mauvais temps et le travail physique, le DFCO dispute son premier match amical, lors du Trophée Lotto contre le FC Sochaux-Montbéliard. La rencontre se termine sur le score de deux à zéro pour les francs-comtois, grâce à des buts de Sao et d'Andriatsima. Les sochaliens s'emparent donc du Trophée Lotto, mis en jeu par l'équipementier commun des deux équipes. Après une nouvelle semaine de travail au centre d'entraînement des Poussots et les premières blessures, les dijonnais enchaînent avec leur deuxième match match amical, contre Troyes. Celui-ci est remporté sur le score de trois à zéro, grâce à des buts de Marvin Martin, de Romain Amalfitano et de Dylan Bahamboula. Le score aurait pu être plus large si l'ancien monégasque n'avait pas raté un penalty. Trois jours plus tard, le défenseur latéral Arnaud Souquet est transféré à l'OGC Nice, club en lice en Ligue Europa, pour un montant estimé à un million et demi d'euros.

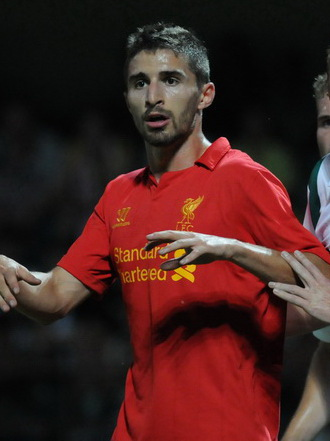
Fabio Borini marque le troisième but de Sunderland à Évian-les-Bains.

Le lendemain, une semaine composée de trois matchs amicaux débute par une rencontre contre l'équipe de l'UNFP. À cette occasion, le défenseur latéral formé au FC Sochaux-Montbéliard Frédéric Duplus est mis à l'essai par le staff. Le match se termine sur le score d'un but partout, avec un but de Loïs Diony contre celui de l'ancien clermontois Souleymane Sawadogo. De plus Duplus se blesse à la pommette et devient indisponible pour plusieurs semaines. Dès le jour suivant, les dijonnais enchaînent avec un autre match amical, contre le club anglais de Sunderland. Comme la veille, un autre défenseur latéral participe à la rencontre, en la personne de Pierre Cornud. Malgré des buts de Dylan Bahamboula et de Jérémie Bela, l'équipe est battue trois à deux en encaissant des buts de Joel Asoro, de Wahbi Khazri et de Fabio Borini. Trois jours plus tard, le DFCO est encore battu pour son cinquième match amical, contre l'AS Nancy-Lorraine. Après l'exclusion en première mi-temps de Jordan Lotiès et le refus de l'arbitre de le remplacer numériquement sur le terrain malgré l'accord des deux entraîneurs, Robic marque par deux fois pour les nancéiens, dont un but sur penalty en fin de première mi-temps. Le lendemain, le prêt d'Erwan Maury à l'US Quevilly-Rouen, sans option d'achat, est officialisé. Au début du mois d'août, le recrutement de Vincent Rüfli, défenseur suisse en fin de contrat au FC Sion, est acté. Le second stage de la préparation, au Chambon-sur-Lignon, est orienté vers la tactique et non plus le physique. Du travail face au but pour les attaquants et des moments de détente comme du paintball sont aussi au programme. Le dernier match amical, prévu le 6 août contre le FC Metz, est considéré comme une répétition générale pour l'équipe, avant de commencer le championnat. C'est pour la première fois l'occasion de porter le troisième maillot, de couleurs orange et bleu. Après deux buts rapides des messins, le Dijon Football Côte-d'Or inscrit ensuite quatre buts pour finalement s'imposer dans un match marqué par les expulsions de Simon Falette et de Loïs Diony en seconde période.
À la recherche d'un troisième gardien, le club enregistre l'arrivée de l'ancien joueur du Red Star, Bobby Allain le lendemain du match contre Nantes. Le dernier jour du mercato, l'international algérien Mehdi Abeid s'engage pour trois saisons, après avoir résilié son précédent contrat. Le soir, le défenseur international hongrois Ádám Lang s'engage lui aussi au club, pour une durée de trois ans. Malgré le fait que le transfert soit bouclé avant la fin de la période des transferts, des problèmes de traduction empêchent le joueur de rejoindre Dijon avant le 6 septembre.

## Récit de la saison sportive

### Premières semaines délicates

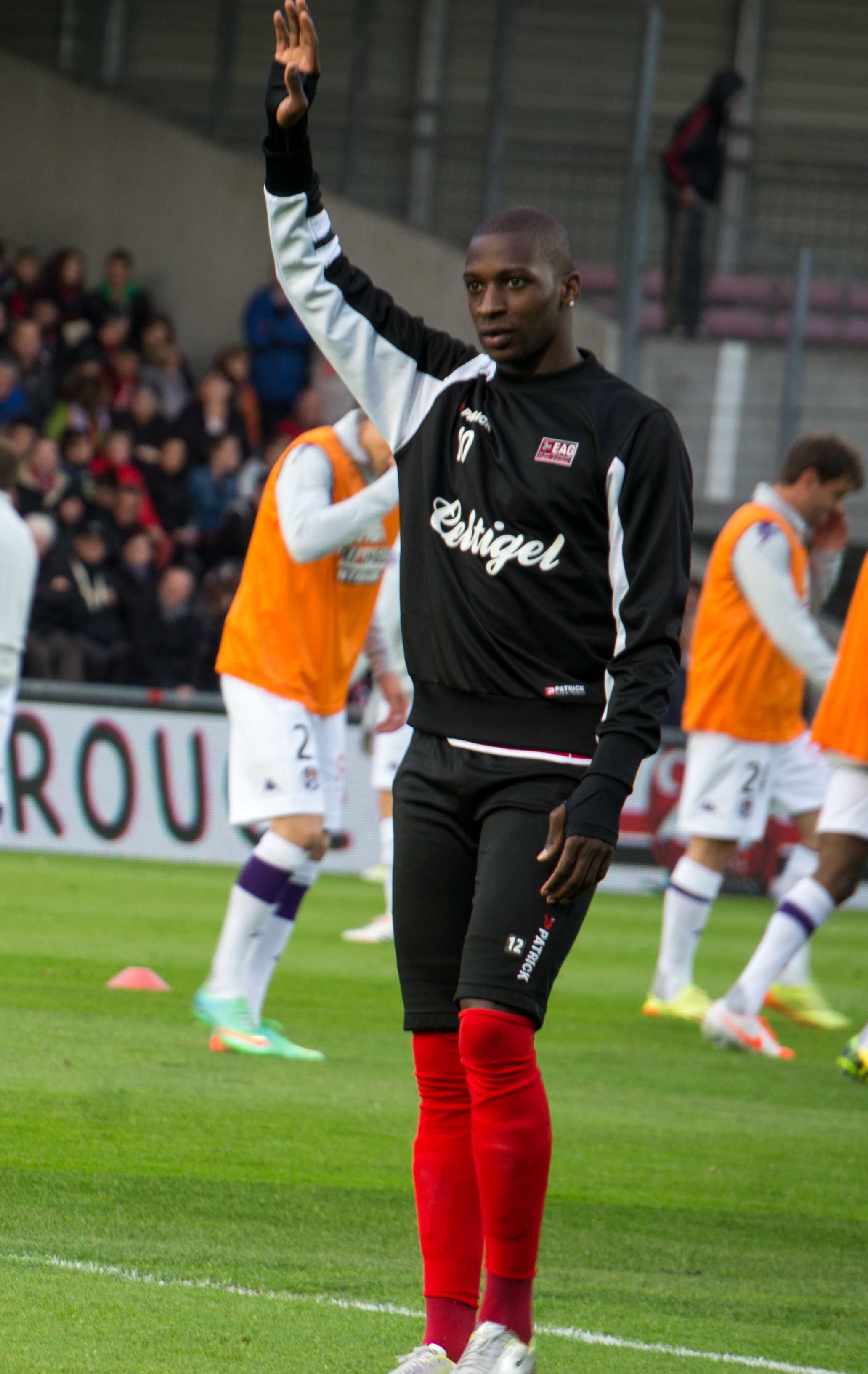
Younousse Sankharé permet au LOSC de l'emporter 1-0 lors de la deuxième journée.

Pour leur retour en Ligue 1, les dijonnais s'inclinent un à zéro à domicile contre le FC Nantes. Après une première période bien terne, c'est Nicolaj Thomsen qui offre à son club la victoire en reprenant un centre de Jules Iloki. Malgré une équipe nantaise peu dangereuse, l'imprécision technique des joueurs du DFCO ne leur permet ensuite pas d'égaliser, la faute à des joueurs offensifs inexpérimentés et l'attitude de deux entrants, Loïs Diony et Jérémie Bela. Cette inefficacité offensive se remarque dans les statistiques, Dijon étant l'équipe qui a le moins tenté de frappes du championnat lors de la première journée. Pour leur second match, le  Dijon FCO s'incline une deuxième fois sur le même score, contre le LOSC. C'est le joueur formé au Paris Saint-Germain Younousse Sankharé qui marque le seul but de la rencontre, à la suite d'un contrôle raté d'Éder, qui se transforme en passe décisive. L'international portugais aurait pu ouvrir le score plus tôt dans la rencontre mais Baptiste Reynet détourne sa tête du but en réalisant un bel arrêt. Malgré le résultat, Olivier Dall'Oglio reste satisfait de la prestation de ses joueurs. Le troisième match de la saison, à domicile contre l'Olympique lyonnais, est l'occasion pour le Dijon FCO de marquer ses premiers points en championnat. Dès la vingtième minute de jeu, Corentin Tolisso ouvre le score pour les visiteurs à la suite d'une frappe de Sergi Darder repoussée par le gardien. Quelques minutes seulement plus tard, Júlio Tavares est taclé par derrière par Nkoulou dans la surface, ce qui provoque un pénalty et seulement un carton jaune pour le défenseur en vertu du nouveau règlement. Sammaritano trompe Lopes pour égaliser à un but partout. La demi-heure de jeu passée, Alexandre Lacazette marque le second but lyonnais à la suite d'une passe de Nabil Fekir, avant de se faire remplacé sur blessure à la suite d'un duel avec Cédric Varrault. Dans les arrêts de jeu de la première mi-temps, Júlio Tavares égalise à deux partout à la suite d'une tête plongeante sur un centre délivré par Frédéric Sammaritano. Dans le dernier quart d'heure, le DFCO marque deux buts, par Dylan Bahamboula sur corner puis par Pierre Lees-Melou sur une frappe spectaculaire. Dijon l'emporte donc quatre à deux. À la suite de sa première victoire en Ligue 1, l'entraîneur dijonnais Olivier Dall'Oglio se dit « fier de [s]es joueurs ».
Durant la trêve internationale, un match amical est organisé contre le Red Star, club de Ligue 2. Ce match est l'occasion de tester certains automatismes entre les joueurs, en laissant au repos certains autres et en incorporant les dernières recrues. Grâce à des réalisations de Loïs Diony puis de Yohann Rivière sur pénalty, le Dijon Football Côte-d'Or l'emporte deux à zéro. Le quatrième match de championnat voit le Dijon FCO s'incliner une troisième fois, trois à un à Angers. Après une rapide ouverture du score de Frédéric Sammaritano, les locaux égalisent par Diedhiou au bout d'un quart d'heure. Malgré l'exclusion de Billy Ketkeophomphone en première mi-temps, le DFCO ne marque pas et est également réduit à dix en début de deuxième mi-temps, après un second carton pour Jordan Marié. Un deuxième but de N'Doye puis un troisième de Toko-Ekambi d'une belle frappe enroulée offre ensuite aux angevins leurs premiers points de la saison. Olivier Dall'Oglio se dit « déçu » de la prestation de son équipe. Une semaine plus tard, à la suite de la réception du FC Metz, les deux équipes se quittent sur le score de zéro à zéro. En première mi-temps, Mevlüt Erding manque un premier pénalty en tirant sur la barre transversale, tandis que Frédéric Sammaritano voit le sien arrêté par Thomas Didillon dans les dernières minutes du match. Peu après, un but de Loïs Diony est refusé pour une position de hors-jeu. Durant ce match, les dijonnais perdent leur attaquant Júlio Tavares sur blessure, touché à la cheville et au genou. Trois jours plus tard, le Dijon FCO est défait trois à zéro par le Paris Saint-Germain. Après un quart d'heure de jeu sans dominer, le centre de Maxwell est contré de la cuisse par Ádám Lang et termine sa course dans le petit filet dijonnais. Peu après, Jordan Lotiès tacle Adrien Rabiot dans la surface et provoque un penalty, transformé par Edinson Cavani. Toujours en première période, une action de Mehdi Abeid et de Pierre Lees-Melou se conclut par un tir du premier sur la barre transversale. En deuxième mi-temps, Lucas marque le troisième but des parisiens de la tête. En fin de partie, les visiteurs essayent de sauver l'honneur par Diony, Bahamboula et Sammaritano, sans toutefois y parvenir.

### De bons résultats

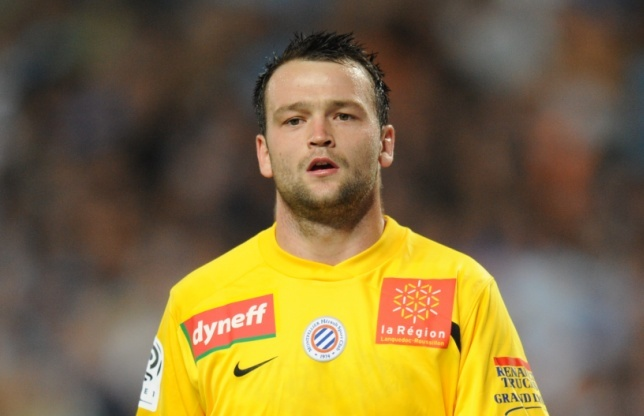
Geoffrey Jourdren est auteur d'une erreur de main contre Dijon.

Quelques jours après la déconvenue du Parc des Princes, le Dijon Football Côte-d'Or l'emporte trois à zéro face au Stade rennais. Au début de match, c'est Loïs Diony qui inscrit le premier but d'une frappe croisée après s'être défait de Ramy Bensebaini. Quelques minutes plus tard, le numéro 9 dijonnais se joue du même défenseur rennais puis adresse un centre en retrait pour Jordan Marié qui trompe Benoît Costil. Ces deux buts sont les premiers des deux joueurs en Ligue 1. Les visiteurs tentent de réagir avec des actions de Ntep ou de Grosicki, mais ne parviennent pas à marquer,. En fin de match, Dijon marque un troisième but par Diony après un contre mené par Bela. Wesley Saïd parvient à mettre Baptiste Reynet hors de position à la dernière minute du match mais ce-dernier est sauvé par son poteau gauche. Ce match est pour Olivier Dall'Oglio « une vraie satisfaction ». Il trouve aussi que Diony a réalisé « son meilleur match depuis qu’il joue à Dijon ». Durant la rencontre, l'entraîneur breton a lui « eu l'impression [de jouer] contre Barcelone ». La semaine suivante, l'entraîneur du Dijon FCO reconduit sa tactique en 4-3-3. Après un gros quart d'heure de jeu, Jérôme Roussillon adresse un centre à Casimir Ninga qui enroule sa frappe et ouvre le score. Peu de temps après, le même Ninga efface Cédric Varrault et inscrit un second but pour son équipe. À la trente-neuvième minute de jeu, Loïs Diony réduit le score en profitant d'une erreur de main de Geoffrey Jourdren à la suite d'une frappe dans un angle fermé. Peu avant l'heure de jeu, le Montpellier Hérault inscrit un troisième but, encore une fois par l'intermédiaire de Ninga qui se joue de Fouad Chafik et enchaîne d'une frappe du pied droit. À dix minutes de la fin du match, Anthony Vanden Borre inscrit un but contre son camp à la suite d'une action de Diony, ce qui permet aux dijonnais de réduire l'écart. Dans les arrêts de jeu, un centre de Vincent Rüfli est prolongé de la tête par Yohann Rivière devant Vitorino Hilton et finit sa course dans le but montpelliérains. Le score final est donc de trois buts partout. Dall'Oglio n'est pas satisfait de la prestation de ses joueurs dans un match qu'il juge « techniquement [...] très pauvre ».

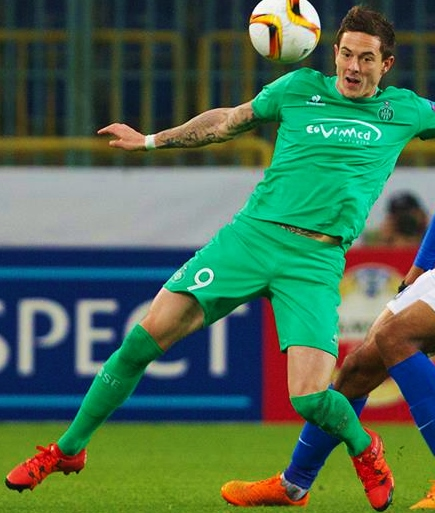
Nolan Roux marque sur pénalty pour Saint-Étienne.

Deux semaines plus tard, les dijonnais se rendent à Saint-Étienne pour mettre fin à la série d'invincibilité des stéphanois à domicile. Dès la vingt-deuxième minute de la rencontre, Pierre Lees-Melou reprend un centre de Florent Balmont de la tête et ouvre le score. Le score reste ainsi jusqu'à la mi-temps durant laquelle Balmont est remplacé en raison d'une blessure au mollet. Peu avant l'heure de jeu, Monnet-Paquet trouve le poteau pour les locaux. Lees-Melou est ensuite lui-aussi contraint de laisser sa place à la suite d'une gêne aux ischio-jambiers. Dans les arrêts de jeu, un duel litigieux entre Quentin Bernard et Loïc Perrin pousse l'arbitre Karim Abed a sifflé un penalty pour l'ASSE. Il est transformé par Nolan Roux. Le match se termine sur le score de un partout et l'exclusion de Cédric Varrault. Cette dernière action est encaissée avec frustration du côté dijonnais puisqu'une action similaire en leur faveur avait eu lieu en première période sans que l'arbitre intervienne. Les joueurs et l'entraîneur de Dijon estiment tous après le match que Karim Abed s'est trompé lors de la dernière minute,. Olivier Dall'Oglio déplore aussi la pression mise sur l'arbitre par les dirigeants de Saint-Étienne à la mi-temps de la rencontre. Entre blessures et suspensions, un nombre important de joueurs est indisponible pour la réception du FC Lorient la semaine suivante. Les rouges ont aussi à cœur de faire un bon résultat après la précédente rencontre. Le match est stérile d'occasions jusqu'à la quatre-vingt-quatrième minute, lorsque Tavares manque de reprendre un centre de Lees-Melou tout seul devant le but. Dans le temps additionnel, Yohann Rivière dévie au premier poteau un corner de Pierre Lees-Melou, ce qui permet à Jordan Lotiès de marquer d'une tête plongeante. Il permet donc, avec un Baptiste Reynet auteur de plusieurs arrêts en première mi-temps, d'offrir une victoire un à zéro aux Dijon Football Côte-d'Or,. L'entraîneur des locaux exprime son contentement après la modification tactique bénéfique qu'il a apporté à la mi-temps du match. L'entraîneur des lorientais Sylvain Ripoll est lui démis de ses fonctions dès le lendemain.

### Une longue série sans victoire
Quatre jours après la victoire contre le FC Lorient, Dijon entre en lice en Coupe de la Ligue en recevant le FC Sochaux-Montbéliard. Pour ce match, Olivier Dall'Oglio prévoit de faire tourner son effectif en titularisant notamment pour la première fois le gardien Benjamin Leroy. Après dix premières minutes dominées par les visiteurs, Dylan Bahamboula reprend un centre de Romain Amalfitano et ouvre le score. Dans la foulée, les sochaliens égalisent par Goran Karanović qui reprend lui aussi un centre au point de penalty. Le FCSM domine le reste de la première période et manque de réalisme, à l'image de Tardieu dont la frappe touche le poteau, de Honorat qui voit son tir arrêté par le gardien ou de Sao qui frappe juste au-dessus du cadre. En deuxième mi-temps, le Dijon Football Côte-d'Or domine les débats et se procurent des occasions par Gastien, Chafik, Bela, Lees-Melou, Amalfitano ou encore Diony. Durant la séance de tirs au but, tous les tireurs réussissent leur tentative excepté Loïs Diony, ce qui permet au FC Sochaux-Montbéliard de se qualifier. Le Dijon FCO s'incline donc après l'épreuve des tirs au but à la suite d'un résultat de un but partout durant le temps réglementaire. Olivier Dall'Oglio estime après cette rencontre que « certains [de ses joueurs] ne sont pas au niveau ».

## Joueurs et le club

### Tenues
Le nouvel équipmentier du DFCO, Lotto, présente les nouveaux maillots, sans sponsors, au début du mois de juillet.
Le maillot domicile de l'équipe reprend les couleurs du club : la couleur dominante qui est le rouge est très présente, avec un dégradé vers le noir, la couleur mineure, sur le bas du maillot et un effet bariolé. Le maillot extérieur est lui complètement noir, mis à part quelques détails en rouge, avec un short et des chaussettes noirs également. Le troisième maillot est plus original, avec des couleurs inédites pour le club : orange et bleu. Il reprend les mêmes motifs que le premier maillot.
| Domicile | Extérieur | Third | Gardien |

L'équipe utilise pour la première fois le maillot noir lors du déplacement à Saint-Étienne comptant pour la neuvième journée de championnat. Le troisième maillot est lui arboré lors du match à Caen, au début du mois de décembre.
Baptiste Reynet utilise aussi le maillot dit « extérieur » lors de certaines rencontres, comme contre le FC Metz et le Stade rennais au début de saison.

### Encadrement technique
Olivier Dall'Oglio est pour la cinquième saison consécutive l'entraîneur du DFCO, et découvre la Ligue 1. Ancien joueur de l'Olympique d'Alès et du Stade rennais notamment, il a rejoint le club dijonnais en 2010-2011 en tant qu'entraîneur-adjoint. Il devient l'année suivante responsable de la formation, avant de prendre la place de Patrice Carteron à l'été 2012.
Stéphane Jobard, au club depuis sa fondation en tant que joueur, entraîneur des moins de dix-neuf ans puis de l'équipe réserve reste à son poste d'entraîneur adjoint. Laurent Weber en tant qu'entraîneur des gardiens, Benjamin Guy en tant que préparateur physique et Maxime Flaman à la réathlétisation et à la vidéo sont toujours à leurs postes, et entament leur cinquième saison eux aussi à Dijon. Fabien Tissier fait lui sa première saison auprès du groupe professionnel, en tant que préparateur physique
Le staff médical est toujours composé d'autant de membres. Le médecin Patrick Marion entame sa sixième saison au club, alors que Nicolas Didry commence lui sa cinquième. Matthieu Maitrepierre est présent pour sa troisième saison au DFCO.
Olivier Delcourt reste à son poste de président.

### Effectif professionnel
L'effectif professionnel se compose d'environ vingt-cinq joueurs pour cette saison. Il se base en majorité sur les joueurs déjà présents lors de la précédente saison en Ligue 2. Quelques joueurs expérimentés et qui connaissent la Ligue 1 sont recrutés pour apporter de l'expérience comme Florent Balmont, Marvin Martin ou Arnold Bouka Moutou. D'autres joueurs de deuxième division complètent l'effectif, notamment Benjamin Leroy, Fouad Chafik et Yunis Abdelhamid. Deux jeunes venant du monde amateur sont également incorporés : Valentin Rosier et Guillaume Sarrabayrouse.
Au poste de gardien de but, Baptiste Reynet occupe la place de titulaire, Benjamin Leroy le poste de doublure et Bobby Allain est le numéro trois. Dix défenseurs sont présents : Yunis Abdelhamid, Ádám Lang, Jordan Lotiès et Cédric Varrault évoluent dans l'axe du terrain tandis que Quentin Bernard, Arnold Bouka Moutou, Fouad Chafik, Oussama Haddadi, Valentin Rosier et Vincent Rüfli occupent les postes de latéraux. L'effectif se compose aussi de treize milieux de terrain. Mehdi Abeid, Romain Amalfitano, Florent Balmont, Anthony Belmonte, Johan Gastien, Jordan Marié et Guillaume Sarrabayrouse jouent en tant que milieux axiaux ou défensifs, alors que Dylan Bahamboula, Jérémie Bela, Kwon Chang-hoon, Pierre Lees-Melou, Marvin Martin et Frédéric Sammaritano sont des milieux offensifs ou ailiers. Au poste d'attaquant, Loïs Diony, Yohann Rivière et Júlio Tavares se partagent le temps de jeu. Cédric Varrault est le capitaine de cette équipe. En cas d'absence, c'est Baptiste Reynet qui est désigné vice-capitaine.
Le DFCO est toutefois l'équipe ayant la plus faible valeur cumulée du championnat avec un coût d'un peu plus de vingt-et-un millions d'euros, selon l'observatoire du football CIES,.

### Statistiques collectives
Le Dijon FCO termine quinzième au classement des équipes à domicile avec vingt-sept points, mais seulement dix-huitième à l'exterieur avec dix points récoltés. Au classement des attaques, le DFCO pointe au huitième rang grâce aux quarante-six buts inscrits, mais n'est que seizième au classement des défenses en ayant encaissé cinquante-huit réalisations. Au classement du fair-play, le club ne se classe que seizième en ayant écopé de soixante-huit cartons jaunes et huit cartons rouges. L'équipe marque depuis l'intérieur de la surface de réparation lors de quatre-vingt-dix pour cent des cas, dont trente pour cent dans les six mètres adverses.
| Compétition       | Matches joués | Matchs gagnés | Matchs nuls | Matchs perdus | Buts marqués | Buts encaissés | Différence de buts |
| ----------------- | ------------- | ------------- | ----------- | ------------- | ------------ | -------------- | ------------------ |
| Matchs amicaux    | 8             | 3             | 1           | 4             | 12           | 13             | - 1                |
| Ligue 1           | 38            | 8             | 13          | 17            | 46           | 58             | - 12               |
| Coupe de France   | 2             | 1             | 0           | 1             | 3            | 2              | + 1                |
| Coupe de la Ligue | 1             | 0             | 1           | 0             | 1            | 1              | 0                  |
| Total             | 49            | 12            | 15          | 22            | 62           | 74             | - 12               |

### Statistiques individuelles
En termes de temps de jeu, Baptiste Reynet est le joueur le plus titularisé du club, il compte trente-sept titularisations. Il devance dans ce classement Loïs Diony et le capitaine Cédric Varrault. Ce même Diony termine, au niveau du club, meilleur buteur avec onze buts marqués et meilleur passeur avec sept passes décisives au terme de la saison. Il se classe au quinzième rang du classement général des buteurs et au onzième de celui des passeurs. Au niveau de la discipline, Vincent Rüfli et Mehdi Abeid font tous deux partie des joueurs les plus avertis au cours de la saison en ayant récoltés huit cartons jaunes. Florent Balmont reçoit lui sept avertissements au cours de l'année.
Reynet est le gardien qui subit le plus de fautes dans le championnat, au nombre de quinze. La numéro 30 dijonnais est aussi celui qui réalise le plus d'arrêts durant l'année avec cent vingt-sept parades, soit neuf de plus que Yohann Pelé. Il effectue également neuf clean sheets au total, malgré le fait d'avoir concédé cent quatre-vingt-dix-huit tirs au cours de la saison ce qui en fait le joueur en ayant subi le plus en Ligue 1. Baptiste Reynet détient aussi le record du nombre de tirs cadrés subis sans encaisser de but au cours d'un match, au nombre de onze lors de la onzième journée de championnat contre le SC Bastia.
Mehdi Abeid est le joueur touchant le plus de ballons de l'équipe avec mille six cent soixante-et-un ballons joués au cours de la saison. Júlio Tavares se distingue lui dans le classement du nombre de duels gagnés en pointant à la troisième place avec deux cent soixante-neuf duels remportés, derrière Steve Mounié et Cheikh N'Doye. Il termine également sur le podium au nombre des duels aériens remportés, derrière les deux mêmes joueurs. Avec son comparse d'attaque Loïs Diony, Tavares figure aussi dans le classement des joueurs ayant gagné le plus de duels au sol, avec respectivement quatre-vingt-cinq duels remportés pour le français et quatre-vingt-quatre pour le cap-verdien. Les deux attaquants sont les deux joueurs de l'équipe qui tirent le plus au but, devant Pierre Lees-Melou. Frédéric Sammaritano est celui ayant effectué le plus grand nombre de centres, au nombre de cent quarante-quatre.

### Joueurs prêtés
Prêté à Concarneau pour « prendre du temps de jeu », Charly Dutournier réalise une première partie de saison prolifique avec cinq buts et trois passes décisives en vingt-quatre rencontres de National. Ses buts cette saison ont été marqués contre Sedan, et Quevilly-Rouen par deux fois, Épinal, Belfort, Chambly et Créteil. Il marque en tout huit buts en trente-trois matchs de championnat.
Mamadou Thiam est lui aussi prêté, au Clermont Foot 63, car il avait « besoin de jouer » et « ne pouvais pas rester à Dijon pour être remplaçant ». Son objectif est d'inscrire dix buts et d’emmagasiner du temps de jeu. Buteur contre Brest, Le Havre, le Gazélec, Bourg-en-Bresse, Orléans, le Red Star, Amiens et Nîmes, Thiam connait aussi des périodes de disette durant la saison, comme de janvier à mars par exemple. Corinne Diacre le sanctionne et l'écarte du groupe lors des deux derniers matchs de la saison. Il totalise au terme de la saison trente-quatre matchs de championnat pour huit buts inscrits.
Prêté au club d'Avranches Mont-Saint-Michel, Jessy Benet a lui aussi le but de jouer un maximum. Sa saison débute par neuf titularisations successives à un poste de milieu relayeur. Après une petite baisse de régime, il retrouve de la réussite au début de l'année 2017 en inscrivant deux buts au mois de janvier, et notamment un en Coupe de France contre le Stade lavallois. Il explique ces résultats par sa position plus haute sur le terrain et son travail à l'entraînement. Il joue au total trente matchs de championnat et cinq de coupe.
Cédés à Quevilly-Rouen Métropole, Enzo Basilio et Erwan Maury ne joue que très peu durant cette saison. Deuxième dans la hiérarchie, le gardien est mis à l'écart au début du mois d'octobre en raison d'« attitudes qui ne correspondent pas aux règles du collectif » selon son entraîneur. Erwan Maury dispute son premier match avec les normands en Coupe de France lors de la victoire sur Évreux deux à un. Il joue son second match lors du tour suivant contre Déville-Maromme en entrant en jeu peu avant la mi-temps. Maury est victime de blessure à répétition durant cette année : lésion au ménisque, problèmes au dos, au genou. Enzo Basilio joue deux matchs de National et six de CFA 2 durant la saison,. Erwan Maury joue lui dix matchs avec l'équipe réserve et deux matchs de Coupe de France.

### Joueurs en sélection nationale

#### Équipe d'Algérie
Mehdi Abeid est appelé en équipe d'Algérie lors de la trêve de septembre pour un match contre le Cameroun. Il reste cependant sur le banc des remplaçants et ne participe pas à la rencontre.
Il est de nouveau convoqué pour un match contre le Nigeria en novembre. Il fait son entrée à une vingtaine de minutes de la fin du match en remplaçant Carl Medjani et est auteur d'une prestation intéressante malgré la défaite de son équipe trois à un.
Abeid est nommé par Georges Leekens dans une pré-sélection avec l'équipe d'Algérie pour la Coupe d'Afrique des nations qui se dispute au cours du mois de janvier. Sa présence est confirmée dans la liste finale quelques jours plus tard,. Titulaire, il dispute soixante-douze minutes du match amical avant la compétition contre la Mauritanie que son équipe gagne trois à un. Il ne joue pas lors du premier match de la compétition contre le Zimbabwe qui se termine sur le score de deux à deux,. Quatre jours plus tard, Abeid entre en jeu dans les arrêts de jeu lors de la défaite deux à un contre la Tunisie,. Après un deuxième match nul deux partout contre le Sénégal lors du troisième match, les algériens sont éliminés de la compétition. Mehdi Abeid revient à Dijon en ayant joué seulement deux minutes durant la compétition.
| Joueurs     | Position          |   |        |        |   |       |   |
| Mehdi Abeid | Milieu de terrain | - | 19 min | 72 min | - | 0 min | - |

#### Équipe du Cap-Vert
Júlio Tavares est convoqué avec sa sélection du Cap-Vert lors de la trêve internationale de septembre, pour un match comptant pour les  qualifications à la CAN 2017 contre la Libye. Malgré son entrée en cours de match, son équipe s'incline sur le plus petit des scores. Le Cap-Vert n'est donc pas qualifié pour la Coupe d'Afrique des nations 2017.
Forfait en octobre, il retrouve la sélection lors de la trêve de novembre pour un match contre le Burkina Faso. Remplaçant, il entre en jeu en première mi-temps, alors que le score est déjà de deux à zéro.
Après une pré-sélection au début du mois de mars, la présence de Tavares est confirmée à la fin du mois pour le match amical face au Luxembourg. Titulaire, il inscrit le second but du match à la vingt-quatrième minute en remportant son face à face avec le gardien adverse,. Le Cap-Vert l'emporte finalement deux à zéro.
Tavares est appelé pour un match comptant pour les qualifications à la Coupe d'Afrique des Nations contre l'Ouganda au mois de juin. Le match est d'abord reporté d'une journée en raison d'un problème d'avion pour les joueurs visiteurs. Titulaire, il est remplacé à la cinquante-huitième minute de la rencontre.
| Joueurs       | Position  |   |        |        |        |
| Júlio Tavares | Attaquant | ? | 54 min | 64 min | 58 min |

#### Équipe du Congo
Arnold Bouka Moutou est sélectionné pour un match en Ouganda en novembre. Titularisé en tant que milieu de terrain, il effectue une frappe captée par le gardien adverse en première mi-temps et est remplacé à quelques minutes de la fin du match. L'Ouganda s'impose un à zéro.
Il est de nouveau sélectionné au mois de mars pour un match amical contre la Mauritanie, en même temps que Dylan Bahamboula. Ce dernier ne rejoint toutefois pas l'équipe nationale pour « des problèmes personnels ». Bouka Moutou joue l'intégralité du match en Mauritanie et est défait deux à un par l'équipe nationale locale.
Dylan Bahamboula et Arnold Bouka Moutou sont tous les deux convoqués pour un stage au début du mois de juin, avant un match contre la République démocratique du Congo. Le défenseur latéral quitte cependant ses coéquipiers pendant le stage avant le match pour se marier. Les deux joueurs dijonnais sont titulaires sur les deux côtés de l'attaque congolaise. Ils s'inclinent toutefois trois buts à un.
| Joueurs             | Position        |        |        |        |
| Dylan Bahamboula    | Milieu offensif |        |        | 53 min |
| Arnold Bouka Moutou | Défenseur       | 83 min | 90 min | 90 min |

#### Équipe de Hongrie
Convoqué avec la sélection de Hongrie, Ádám Lang se déplace aux îles Féroé en septembre pour un match comptant pour les éliminatoires de la Coupe du monde 2018. Titulaire, Lang joue l’entièreté du match et le match se termine sur un score nul et vierge.
Un mois plus tard, Lang est une nouvelle fois appelé en sélection pour deux matchs. Titulaire contre la Suisse et commet une erreur permettant à Shaqiri d'inscrire un but en deuxième période. Les suisses s'imposent finalement trois à deux en marquant en toute fin de match. Quelques jours plus tard, la Hongrie gagne deux à zéro contre la Lettonie, mais Ádám Lang ne joue pas.
Il est une nouvelle fois sélectionné en novembre, pour deux matchs contre Andorre et la Suède. Il est titularisé contre les andorrans et inscrit un but peu avant la mi-temps. Il joue la totalité du match et son équipe l'emporte quatre à zéro. Lang ne joue pas le match suivant contre la Suède et la Hongrie perd deux à zéro.
Lang est encore appelé en mars pour un match des éliminatoires de la Coupe du monde 2018 contre le Portugal. Titulaire dans une formation à trois défenseurs centraux, il est remplacé à la mi-temps lors d'un changement tactique de son entraîneur. Son équipe s'incline trois à zéro.
En fin de saison, il est sélectionné pour deux matchs contre la Russie et l'Andorre. Titulaire lors du premier match dans une équipe rajeunie, il ne peut éviter la défaite de son équipe sur le score de trois à zéro. Une nouvelle fois aligné d'entrer quelques jours plus tard, la Hongrie est de nouveau battue. Ádám Lang est remplacé eu avant l'heure de jeu au cours de ce dernier match de l'année.
| Joueurs   | Position  |        |        |   |        |   |        |        |        |
| Ádám Lang | Défenseur | 90 min | 90 min | - | 90 min | - | 45 min | 90 min | 56 min |

#### Équipe du Maroc
Yunis Abdelhamid se voit convoqué avec sa sélection du Maroc lors de la trêve internationale de septembre, pour un match comptant pour les  qualifications à la CAN 2017 contre Sao Tomé-et-Principe. Titulaire pour sa première sélection, il a l'occasion de marquer d'une reprise de volée mais ne la convertit pas en but. Les marocains s'imposent deux buts à zéro. Abdelhamid est de nouveau convoqué trois semaines plus tard pour deux matchs contre le Gabon et le Canada, en compagnie cette fois de Fouad Chafik. Aucun des deux dijonnais ne participent à la première rencontre à Franceville qui se conclut sur un score nul et vierge. Lors du second duel, Chafik est titulaire et dispute plus d'une heure de jeu tandis qu'Abdelhamid, remplaçant, entre pour des cinq dernières minutes de la partie. Le Maroc l'emporte quatre à zéro.
Fouad Chafik est de nouveau convoqué au début du mois de novembre pour des matchs contre la Côte d'Ivoire et le Togo. Il ne joue pas le premier match qui se termine sur le score de zéro partout. Le latéral est cependant titulaire lors de la seconde confrontation. Les marocains l'emportent deux à un.
Fouad Chafik est sélectionné dans un groupe élargi pour la Coupe d'Afrique des nations en janvier avec la sélection marocaine, contrairement à Yunis Abdelhamid. Il figure ensuite dans le groupe final pour la compétition. Quelques jours avant la compétition, il est titulaire et dispute toute la rencontre lors du match amical contre la Finlande perdu un à zéro,. Il reste cependant sur le banc des remplaçants lors du premier match de la compétition contre la République démocratique du Congo perdu un à zéro. Les marocains s'imposent lors des deux autres matchs de la phase de groupes contre le Togo et la Côte d'Ivoire mais le latéral dijonnais ne joue pas,. En quarts de finale, l'Égypte élimine finalement le Maroc à la suite d'une victoire un à zéro. Fouad Chafik quitte donc la Coupe d'Afrique des nations sans avoir joué une seule minute et rentre à Dijon peu avant le match de Coupe de France à Bordeaux.
Fouad Chafik est de nouveau appelé lors de la trêve internationale de mars, pour deux matchs contre le Burkina Faso et la Tunisie. Il reste sur le banc de touche lors de la première rencontre et les marocains s'imposent deux à zéro. Il est de nouveau cantonné au banc des remplaçants lors du second match que son équipe remporte un à zéro.
| Joueurs          | Position  |        |   |        |   |        |        |   |   |   |   |   |   |
| Yunis Abdelhamid | Défenseur | 90 min | - | 5 min  |   |        |        |   |   |   |   |   |   |
| Fouad Chafik     | Défenseur |        | - | 67 min | - | 90 min | 90 min | - | - | - | - | - | - |

#### Équipe de République démocratique du Congo
Jérémie Bela est appelé en équipe de République démocratique du Congo lors de la trêve internationale de mars. Il ne rejoint cependant pas cette sélection.

#### Équipe de Tunisie
Oussama Haddadi est appelé pour deux matchs amicaux contre le Cameroun et le Maroc lors de la trêve internationale de mars. Il ne joue pas lors du premier match et son équipe s'incline un à zéro. Il est titulaire lors de la seconde rencontre et joue l'intégralité de l'opposition. Son équipe s'incline un à zéro. Il ne joue pas
| Joueurs         | Position  |   |        |
| Oussama Haddadi | Défenseur | - | 90 min |

### Récompenses et distinctions
Après chaque journée de championnat, le journal L'Équipe soumet son équipe-type de la journée de Ligue 1, qui récompense les onze joueurs ayant obtenu les meilleures notes lors de leur match. Lors de la troisième rencontre de la saison, Baptiste Reynet, Frédéric Sammaritano et Júlio Tavares font partie des joueurs choisis. Ce même Sammaritano est récompensé quatre journées plus tard après la victoire contre Rennes en compagnie de Loïs Diony. En marquant dans les arrêts de jeu et après une prestation globale solide, Jordan Lotiès est récompensé après la dixième journée. En écœurant les bastiais et en obtenant la note de neuf sur dix, Baptiste Reynet fait partie des onze meilleurs joueurs de la journée la semaine suivante. Jordan Marié est lui nommé après le match à Nancy. Loïs Diony est nommé lors de la dix-neuvième journée en même temps que son entraîneur, puis après al trente-quatrième rencontre. Le coach Dall'Oglio est de nouveau récompensé après l'avant-dernière journée, dans le même temps que Cédric Varrault.
Baptiste Reynet est l'un des cinq joueurs présélectionnés pour recevoir le trophée UNFP du mois d’octobre, mais n'est finalement pas retenu parmi les trois finalistes. En fin de saison, il est nommé pour recevoir le trophée UNFP du meilleur gardien de Ligue 1. C'est finalement Danijel Subašić qui est titré.
De même, chaque mois, les supporters dijonnais élisent le joueur du mois du Dijon FCO. En fin de saison est alors élu le joueur dijonnais de l'année.
| Mois      | Joueur            |
| --------- | ----------------- |
| Août      |                   |
| Septembre |                   |
| Octobre   |                   |
| Novembre  |                   |
| Décembre  | Mehdi Abeid       |
| Janvier   | Pierre Lees-Melou |
| Février   | Baptiste Reynet   |
| Mars      | Julio Tavarès     |
| Avril     | Baptiste Reynet   |
| Année     | Baptiste Reynet   |

## Tactique
| \| Reynet 30 Rüfli 23 Lotiès 4 Varrault 27 Chafik 26 Abeid 17 Balmont 15 Lees-Melou 8 Sammaritano 18 Tavares 11 Diony 9 \| L'équipe type de la saison en 4-3-3. |
| Reynet 30 Rüfli 23 Lotiès 4 Varrault 27 Chafik 26 Abeid 17 Balmont 15 Lees-Melou 8 Sammaritano 18 Tavares 11 Diony 9                                            |

Avant la saison, Olivier Dall'Oglio hésite entre deux philosophies de jeu : essayer de produire du jeu en s'exposant aux contres ou jouer plus défensivement en prenant moins de risques. Il déclare cependant « d’abord travailler sur le plan défensif [...], tout en cherchant à jouer un peu ».

## Aspects juridiques et économiques

### Structure juridique et organigramme
La section professionnelle du club est une société anonyme sportive professionnelle (SASP) créée le 21 juin 2004. C'est une société anonyme à directoire. Le président du club Olivier Delcourt, PDG de la société Dijonnaise de voies ferrées (DVF) est également actionnaire du club. L'autre actionnaire principal est Francis Pennequin, gérant de l'entreprise Pennequin.

### Éléments comptables
Le budget du club pour cette saison est estimé par le président entre vingt-trois et vingt-cinq millions d'euros. Il est en réalité de vingt-six millions d'euros, soit plus du double que la saison passée. Il est légèrement supérieur à celui de la première saison du club en Ligue 1, notamment en raison de la réévaluation des droits télévisés. Le club fait cependant partie des trois plus faibles budgets du championnat, avec Angers et Guingamp. Cela a des répercussions dans la vie du club, comme l'impossibilité d'observer des joueurs à l'étranger pour la cellule de recrutement. Le club n'est cependant pas soumis à l'augmentation des loyers des équipements sportifs qui touche les autres clubs dijonnais, le stade Gaston-Gérard appartenant à la Communauté urbaine du Grand Dijon.
Outre le club, des retombées économiques sur la ville de Dijon sont attendues grâce à la montée de l'équipe en première division, à hauteur de six ou sept millions d'euros.

### Sponsors et équipementier
Tout comme l'année dernière, la Caisse d'épargne sponsorise toujours les chaussettes des joueurs.
| Compétition       | Devant du maillot                                                | Derrière du maillot     | Manches                 | Short              | Chaussettes      |
| ----------------- | ---------------------------------------------------------------- | ----------------------- | ----------------------- | ------------------ | ---------------- |
| Ligue 1           | Roger Martin, DVF et IPS (domicile) Suez, DVF et IPS (extérieur) | Transalp Renouvellement | Leader Interim          | Engie et Dalkia    | Caisse d'épargne |
| Coupe de France   | PMU                                                              | Crédit agricole         | Carrefour et Volkswagen | EDF                | -                |
| Coupe de la Ligue | Caisse d'épargne et Parions Sports                               | -                       | Triangle Interim        | France Télévisions | -                |

## Influence populaire

### Affluence
Dans le but de posséder un stade de vingt mille places, des travaux concernant l'ancienne tribune Est sont entrepris depuis l'été 2015, et ce initialement jusqu'à l'été 2017. Dans l'optique de générer davantage de bénéfices en bénéficiant d'un nombre plus important de spectateurs durant les derniers matchs de la saison à domicile, les travaux pourraient être accélérés et finalement finir en avril 2017. Ces travaux porteront à environ 16 000 le nombre de places assises et vingt loges de plus seront disponibles.
D'autres travaux concernant le stade ont lieu durant l'été, comme l'installation de la goal-line technology ou le changement des filets, pour un budget compris entre un million et demi et deux millions d'euros.
Parmi les dix mille spectateurs par matchs environ, quatre mille sont abonnés pour toute la saison, les places restantes étant acquises par des VIP et des particuliers. Ces abonnements sont parmi les plus chers du championnat, juste derrière le Paris Saint-Germain et l'Olympique lyonnais. Il faut en effet débourser entre cent soixante-dix et sept cent cinquante euros pour s'abonner, contre quatre cent trente euros au maximum la saison passée.
Affluence du Dijon FCO à domicile
Les supporters du club se déplacent dans toute la France lors des matchs à l'extérieur de l'équipe, de Bastia à Caen en passant par Rennes, mais sans passer par Paris où ils ne se sont pas rendus par « solidarité pour le combat des ultras parisiens ». Leur présence à Nice en décembre est remarquée par l'hommage rendu devant le mémorial des victimes de l'attentat du 14 juillet avant le match,. En fin de saison, les supporters décident d'accueillir le bus des joueurs à son arrivée au stade, ce qui surprend et motive les joueurs,.

### Retransmissions télévisées
Cette saison, Canal+ diffuse les deux plus belles affiches de la journée de championnat, les samedi après-midi et dimanche soir, ainsi qu'une rencontre le vendredi soir. La chaîne beIN Sports diffuse elle les cinq rencontres simultanées du samedi soir et les deux matchs du dimanche après-midi. Les horaires des matchs du vendredi et du dimanche soir sont avancées à vingt heures quarante-cinq heure locale, contre vingt-et-une heures l'an passé, et le premier match duel du dimanche après-midi se jouera à quinze heures et non plus quatorze heures. À partir de la seconde moitié du championnat, le match du dimanche soir est retardé d'un quart d'heure pour se jouer à vingt-et-une heures.
| Diffuseur                   | Rencontres diffusées | Pourcentages |
| --------------------------- | -------------------- | ------------ |
| beIN Sports 1               | 5                    | 12,20 %      |
| beIN Sports 2               | 1                    | 2,44 %       |
| beIN Sports Max (multiplex) | 24                   | 63,41 %      |
| Canal+                      | 1                    | 2,44 %       |
| Canal+ Sport                | 6                    | 14,63 %      |
| Foot+                       | 1                    | 2,44 %       |
| France 3 Régions            | 1                    | 2,44 %       |
| Eurosport 2                 | 2                    | 4,88 %       |
| Total                       | 41                   | 100 %        |

Les joueurs et membres du staff sont également invités de temps en temps sur les plateaux télévisés. C'est notamment le cas lors de l'émission « DFCO & Débats » diffusée sur France 3 les mercredis soirs ou lors des passages de Pierre Lees-Melou et de Baptiste Reynet dans l'émission « J+1 » de Canal+,.

## Équipe réserve et équipes de jeunes

### Équipe réserve
L’équipe réserve du club sert de tremplin vers l'équipe première pour les jeunes du centre de formation.
Placés dans le groupe E de CFA 2, l'équipe réserve reprend l'entraînement le 19 juillet.

### Équipes de jeunes
Le Dijon FCO aligne des équipes de jeunes dans toutes les catégories, notamment en U19 Nationaux et en U17 Nationaux.
L'équipe des moins de 19 ans reprend l'entraînement le 19 juillet.
Pour le premier tour de la coupe Gambardella, le tirage au sort indique un déplacement sur le terrain du Grenoble Foot 38 aux joueurs dijonnais. Mené un à zéro à la mi-temps, les visiteurs s'imposent finalement deux à un grâce à des buts de Théo Barbet de Noé Messin dans le dernier quart d'heure de jeu. Quelques jours plus tard, le DFCO se voit désigner un déplacement à Épinay-sur-Seine pour le compte des seizièmes de finale. Largement dominateur, le Dijon FCO s'impose quatre à zéro dans « une ambiance un peu chaude » d'après l'entraîneur Grégory Peres. Ce sont d'abord Berthier puis Coldéfy au retour des vestiaires, et ensuite Doumbouya sur penalty et Bocat dans les arrêts de jeu qui permettent aux dijonnais de se qualifier. En seizièmes de finale, le tirage au sort indique un nouveau déplacement en Seine-Saint-Denis au DFCO, sur le terrain du Red Star. Dijon s'impose deux à zéro grâce à des buts de Pillard et de Doumbouya en deuxième période. Le score aurait pu être plus lourd si Amrane n'avait pas tiré à deux reprises sur le poteau. Pour les huitièmes de finale, les dijonnais reçoivent le Paris Saint-Germain.